# بنجامين براون (فنان)
بنجامين براون (بالإنجليزية: Benjamin Brown)‏ هو فنان أمريكي، ولد في 14 يوليو 1865 في ماريون في الولايات المتحدة، وتوفي في 19 يناير 1942 في باسادينا في الولايات المتحدة بسبب ذات الرئة.

## وصلات خارجية
- بنجامين براون على موقع أوليمبيديا (الإنجليزية)